# Dichaetomyia suffusa
Dichaetomyia suffusa är en tvåvingeart som beskrevs av Fritz Isidore van Emden 1942. Dichaetomyia suffusa ingår i släktet Dichaetomyia och familjen husflugor. Inga underarter finns listade i Catalogue of Life.